# Artchil Talakvadzé
Artchil Talakvadzé (en géorgien: არჩილ თალაკვაძე ; né le 16 janvier 1983) est un homme politique géorgien. Il est chef de la majorité parlementaire de Rêve géorgien de 2016 à 2019, puis président du Parlement de 2019 à 2021.

## Biographie

### Jeunesse et formation
Il a étudié à la première école d'Ozurguéti. En 2006, il est diplômé de l'université médicale d'État de Tbilissi, spécialisé dans la santé publique et la gestion, après quoi il poursuit ses études à l'Institut géorgien des affaires publiques. En 2015, il réussit l'examen de la London School of Economics avec l'Executive Management Program.

### Carrière
Talakvadzé est nommé coordinateur de projet pour l'USAID en 2006, puis entre en 2007 au bureau du Défenseur public comme chef de projet avant d'être nommé conseiller sur les questions de gestion un an plus tard. De 2011 à 2012, il est directeur adjoint G3 de l'USAID Géorgie.

### Vie politique
À la suite de l'arrivée au pouvoir du Rêve géorgien aux élections parlementaires d'octobre 2012, Artchil Talakvadzé est nommé vice-ministre des services correctionnels. En 2014, lors d'une réorganisation des services de sécurité de l'État, il est nommé par le Premier ministre Irakli Garibachvili comme vice-ministre des Affaires intérieures.
En octobre 2016, il est élu au Parlement pour représenter la circonscription d'Ozourguéti et devient chef de la majorité parlementaire. Durant son mandat, Talakvadzé est l'initiateur d'une nouvelle législation sur la sécurité routière, entraînant une réduction de 14 % des accidents de la route et des victimes en un an. Talakvadzé a dirigé les initiatives de la majorité parlementaire sur la réduction de la pauvreté, la réforme fiscale, la protection de l'environnement et le contrôle des émissions.
Il est directeur de la campagne électorale de Kakha Kaladzé lors de l'élection du maire de Tbilissi en 2017.
Le 25 juin 2019, il est élu président du Parlement. Réélu député en octobre 2020, il est ensuite reconduit à la tête du Parlement, fonction qu'il conserve jusqu'au 24 avril 2021.

## Famille
Il est marié à Ketevan Boubouteïchvili et a deux enfants.

## Source
- (en) « Archil Talakvadze », sur Parliament.ge (consulté le 3 octobre 2020)